# Rhamphomyia luridipennis
Rhamphomyia luridipennis är en tvåvingeart som beskrevs av Maksymilian Nowicki 1868. Rhamphomyia luridipennis ingår i släktet Rhamphomyia och familjen dansflugor. Inga underarter finns listade i Catalogue of Life.